# Bandeira de Flores (departamento)
A Bandeira de Flores é um dos símbolos oficiais do Departamento de Flores, uma subdivisão do Uruguai. Foi criada por Ernesto Dámaso Quintero, vencedor de um concurso a nível nacional para a escolha da bandeira departamental. Foi oficializada através do decreto 055 de 13 de maio de 1987.

## Descrição
Seu desenho consiste em um retângulo de proporção largura-comprimento de 2:3. O retângulo está dividido em quadrantes por uma cruz gammadia, ou cruz oca, os quadrantes superior esquerdo e inferior direito são vermelhos, o inferior esquerdo e superior direito são azuis. A cruz possui três cores: a parte interna da faixa vertical é vermelha, a parte interna da faixa horizontal é azul. Ambas estão orlada por uma faixa em ouro.
No centro da bandeira há um círculo branco com borda em ouro no qual está o Brasão do departamento.